# Broadcast Music, Inc.
Broadcast Music, Inc. (BMI) é uma das três organizações de direitos de autor para compositores e produtores musicais dos Estados Unidos, juntamente com a ASCAP e SESAC. O objectivo é coleccionar os honorários de licença em nome de compositores, produtores e outros publicadores musicais, e no fim distribuí-los como registos de direitos de autor aos artistas que interpretam os trabalhos. Em 2009, a BMI recolheu mais de 905 milhões dólares em taxas de licenciamento e 788 milhões distribuídos em licenças. Em Abril de 2011, a organização fez um acordo com a Sony BMG, podendo assim transmitir mais de 6,5 milhões de músicas no catálogo.